# Antanas Mikėnas
Antanas Mikėnas  (né le 24 février 1924 à Butkiškiai et mort le 23 septembre 1994) est un athlète lituanien spécialiste du 20 kilomètres marche. Licencié au Spartak Vilnius, il mesure 1,78 m pour 69 kg.

## Carrière

### Palmarès
| Date | Compétition           | Lieu      | Résultat | Performance   |
| ---- | --------------------- | --------- | -------- | ------------- |
| 1956 | Jeux olympiques d'été | Melbourne | 2e       | 1 h 32 min 03 |

### Records
| Épreuve              | Performance     | Lieu | Date |
| -------------------- | --------------- | ---- | ---- |
| 20 kilomètres marche | 1 h 27 min 22 s |      | 1959 |